# Sofia Paleologa (Granduchessa di Mosca)
Zoe Paleologa, che in seguito cambiò il suo nome in Sofia Paleologa in greco Ζωή Σοφία Παλαιολογίνα?; in russo София Фоминична Палеолог? (1449/1455 – 7 aprile 1503), fu granduchessa e principessa di Mosca; era una nipote dell'ultimo imperatore bizantino Costantino XI Paleologo nonché seconda moglie di Ivan III di Russia.

## Biografia
Era figlia di Tommaso Paleologo, despota di Morea e fratello minore dell'ultimo imperatore bizantino, Costantino XI Paleologo, e di sua moglie, Caterina Zaccaria, l'unica figlia legittima ed erede di Centurione II Zaccaria, l'ultimo principe indipendente di Acaia e barone di Arcadia.

### Italia
La caduta dell'impero bizantino nel 1453 fu un punto di svolta nel destino di Zoe. Sette anni dopo, nel 1460, l'esercito ottomano attaccò la Morea. Tommaso e la sua famiglia fuggirono a Corfù e, poi a Roma, dove (già riconosciuto come legittimo erede dell'Impero bizantino dal Papa) fece il suo ingresso cerimoniale come imperatore bizantino il 7 marzo 1461. Caterina, che rimase a Corfù con i bambini, vi morì il 16 agosto 1462.
Zoe e i suoi fratelli rimasero a Corfù fino al 1465, quando il loro padre morente li richiamò a Roma. Tommaso Paleologo morì il 12 maggio 1465.
Adottata dal Papa dopo la morte del padre insieme ai suoi fratelli, il suo nome greco Zoe fu cambiato in Sofia. Nata nella confessione ortodossa del cristianesimo, è possibile che sia stata educata come cattolico-romana presso la Santa Sede. Trascorse gli anni successivi nella corte di Papa Sisto IV. L'educazione dei figli dell'imperatore fu assegnata a un famoso scienziato, il cardinale greco Basilio Bessarione. Le lettere superstiti del Cardinale mostrano che il Papa ha seguito l'evoluzione e il benessere di Sofia e dei suoi fratelli: hanno ricevuto 3.600 corone (in pagamenti di 200 corone al mese per i loro vestiti, cavalli e domestici e altre 100 corone per un dottore, un insegnante di latino, un insegnante di greco, un traduttore e uno o due sacerdoti).
Dopo la morte di suo padre, suo fratello maggiore Andrea divenne l'imperatore romano de jure, ma vendette i suoi diritti a diversi monarchi europei e alla fine morì in povertà. Durante il regno di Bayezid II, Manuele ritornò a Costantinopoli (ora Istanbul) e rimase alla mercé del Sultano; secondo alcune fonti, si convertì all'Islam, mise su famiglia e prestò servizio nella marina turca.
Nel 1466 la Repubblica di Venezia invitò il re Giacomo II di Cipro a chiedere la mano di Sofia in matrimonio, ma rifiutò. Intorno al 1467, Papa Paolo II offrì la mano di Sofia a un principe Caracciolo. Erano solennemente fidanzati, ma il matrimonio non ebbe mai luogo.

## Matrimonio
Maria di Tver', la prima moglie del Gran Principe Ivan III di Mosca, morì nel 1467. Da questa unione nacque un solo un figlio, Ivan il Giovane, nato nel 1458.
Il matrimonio tra Sofia e Ivan III fu proposto da papa Paolo II nel 1469, probabilmente con la speranza di rafforzare l'influenza della Chiesa cattolica in Russia, o l'unificazione degli ortodossi e dei cattolici come era stato stabilito nel Concilio di Firenze. I motivi di Ivan III per perseguire questa unione erano probabilmente legati allo status e ai diritti della principessa greca su Costantinopoli. L'idea di questo matrimonio è forse nata nella mente del cardinale Bessarione.
Le trattative durarono tre anni. L'11 febbraio 1469 una delegazione guidata dal cardinale Bessarione arrivò a Mosca con la proposta formale di matrimonio tra Sofia e il Grande Principe. Ivan III consultò sua madre Maria di Borovsk, il Metropolita Filippo e i suoi boiardi e ricevette una decisione positiva.

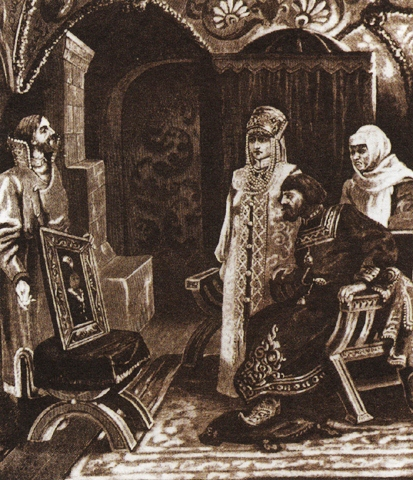
Ivan Frjazin mostra a Ivan III di Mosca un ritratto di Sofia Paleologa, di Viktor Mujžel.

Nel 1469 Ivan Frjazin (Gian-Battista della Volpe) fu inviato alla corte romana per fare le opportune trattative per il fidanzamento. Secondo le cronache, fu rimandato a Mosca con un ritratto della principessa, che "suscitò un'estrema sorpresa nella corte" (questo ritratto non fu conservato, perché sicuramente fu dipinto da uno dei pittori al servizio papale di allora, come Pietro Perugino, Melozzo da Forlì o Pedro Berruguete). Il Papa ricevette l'ambasciatore russo con grande onore.
Il 16 gennaio 1472 Fryazin fu inviato di nuovo a Roma, questa volta con lo scopo di portare la sposa del suo sovrano, arrivando il 23 maggio.
Il 1 giugno 1472 nella Basilica di San Pietro il matrimonio fu celebrato per delega; Frjazin rappresentò Ivan III. Tra gli invitati alla cerimonia c'era Clarice Orsini (moglie di Lorenzo il Magnifico) e la regina Caterina di Bosnia. In dote Sofia ricevette la somma di 6.000 ducati.
Il 24 giugno 1472 Sofia e Frjazin, con un grande seguito, lasciarono Roma. La sposa era accompagnata dal cardinale Bessarione, che probabilmente poteva agire come agente nella corte di Mosca. La leggenda dice che una parte della dote di Sofia erano libri che divennero la base della famosa biblioteca di Ivan il Terribile. La nave sbarcò a Reval (ora Tallinn) nell'ottobre del 1472 dove continuò per Dorpat (ora Tartu), Pskov e Novgorod. Il 12 novembre 1472 Sofia arrivò finalmente a Mosca.
Anche mentre viaggiava in terre russe, divenne chiaro che i piani del Vaticano per far sì che Sofia rappresentasse il cattolicesimo fallirono, come fu presto dimostrato quando, subito dopo il suo matrimonio, tornò alla fede dei suoi antenati. Il legato pontificio Antonio Bonombra non riuscì a entrare a Mosca, portando davanti a sé la croce latina (croce di Korsun').
Il matrimonio formale tra Ivan III e Sofia ebbe luogo presso la Cattedrale della Dormizione a Mosca il 12 novembre 1472. La cerimonia fu celebrata dal metropolita Filippo, sebbene altre fonti affermassero che ciò fu fatto da Osea, abate di Kolomna.
La coppia ebbe undici figli:
- Elena (18 aprile 1474-9 maggio 1476);
- Teodosia (nata e morta nel maggio 1475);
- Elena (19 maggio 1476-20 gennaio 1513), sposò Alessandro Jagellone;
- Basilio (26 marzo 1479-3 dicembre 1533);
- Jurij (23 marzo 1480-3 agosto 1536);
- Dmitrij (6 ottobre 1481-14 febbraio 1521);
- Eudokija (febbraio 1483-8 febbraio 1513), sposò Khudakul, Kazan dei Tartari (battezzato come Pietro);
- Elena (nata e morta l'8 aprile 1484);
- Teodosia (29 maggio 1485-19 febbraio 1501), sposò Vasilij, principe di Cholm;
- Simeone (21 marzo 1487-26 giugno 1518);
- Andrej (5 agosto 1490-11 dicembre 1537).

Palazzi e giardini furono costruiti per lei a Mosca, ma nel 1493 furono bruciati e durante l'incendio gran parte del tesoro della Grande Principessa fu perso. Nel 1472 fu colpita dal formale gesto tributario con cui il suo sposo salutò i rappresentanti mongoli, e si ritiene che lo avesse convinto ad abbandonare il rapporto tributario con i Mongoli, che fu completato nel 1480.
A quanto pare Sofia non era obbligata a seguire l'usanza dell'isolamento tradizionale che ci si aspettava allora da altre nobili donne e reali russe; si nota che non era confinata nelle stanze delle donne, ma accoglieva i rappresentanti stranieri dall'Europa in modo simile alle regine dell'Europa occidentale. Prima dell'invasione di Akhmad nel 1480, Sofia, i suoi figli, la sua famiglia e il suo tesoro furono inviati prima a Dmitrov e poi a Belozersk; nel caso che Akhmad prendesse finalmente Mosca, le fu consigliato di fuggire più a nord fino al mare. Queste precauzioni portarono Vissarion, vescovo di Rostov, ad avvertire il Granduca che l'eccessivo attaccamento a sua moglie e ai suoi figli sarebbe stata la sua distruzione.
La famiglia ritornò a Mosca solo in inverno. L'ambasciatore veneziano Ambrogio Contarini dice che nel 1476 ebbe un'udienza con la granduchessa, che lo accolse educatamente e gentilmente.
C'è una leggenda legata alla nascita del figlio maggiore di Sofia, il futuro Basilio III: che durante uno dei suoi pii viaggi al Monastero della Trinità di San Sergio, la Grande Principessa ebbe una visione di Sergio di Radonež, che "le presentò il figlio atteso tra le sue braccia".

### Problemi dinastici e rivalità
Nel corso del tempo, il secondo matrimonio del Gran Principe fu una delle principali fonti di tensione a corte, grazie al carattere della nuova Grande Principessa, e per le accresciute voci secondo cui il marito si lasciava dirigere dai suoi suggerimenti. Si pensa che fosse stata la prima ad introdurre al Cremlino la magnificenza e la meticolosa etichetta delle cerimonie bizantine, evidentemente compiaciuta nel pensare che Mosca dovesse diventare la Terza Roma.
Ben presto, due parti emersero nella nobiltà di corte, una delle quali sostenne l'erede al trono, Ivan il Giovane, e l'altra schierandosi con Sofia. Nel 1476 Contarini notò che l'erede al trono aveva perso il favore del padre, grazie agli intrighi della Despina (titolo dato a Sofia dal padre); tuttavia, se esisteva una tensione tra padre e figlio, ciò non lo escludeva dai suoi diritti, dal momento che dal 1477 Ivan il Giovane fu ufficialmente indicato come il co-governatore di Ivan III.
Un'altra fonte di tensione alla corte russa apparve nel gennaio del 1483, quando Ivan il Giovane si sposò. Sua moglie era Ilincu, figlia di Stefano III il Grande di Moldavia, che dopo il suo matrimonio prese il nome di Elena. La nuova moglie dell'erede venne coinvolta negli intrighi di corte, specialmente quando il 10 ottobre 1483 diede alla luce un figlio, Dmitrij. Dopo l'annessione di Tver' nel 1485, Ivan il Giovane fu nominato Gran Principe di questo dominio da suo padre; così, durante il 1480, la posizione di Ivan come erede legittimo era abbastanza sicura.
La posizione dei sostenitori di Sofia era meno sicura in quel momento. In particolare, la Grande Principessa non fu in grado di ottenere incarichi governativi per i suoi parenti: suo fratello Andrea partì da Mosca senza niente e sua nipote Maria (moglie di Vasilij Michajlovič, principe ereditario di Verej-Belozerskij) fu costretta a fuggire in Lituania con il marito, un episodio che ha ulteriormente indebolito la posizione di Sofia a corte. Secondo le fonti, Sofia organizzò il matrimonio della nipote con il principe Vasilij nel 1480 e nel 1483 gli diede alcuni gioielli appartenuti alla prima moglie di Ivan III. Quando Ivan il Giovane chiese questi gioielli (voleva regalarli a sua moglie Elena come dono), scoprì che erano dispersi; indignato, ha ordinato una ricerca. Una conseguenza diretta di questo episodio fu che il principe Michele di Vereij-Belozerskij, il padre di Vasilij, lasciò in eredità i suoi domini al Grande Principe dopo la sua morte, disonorando efficacemente suo figlio. Solo nel 1493 Sofia fu in grado di ottenere il perdono per sua nipote e suo marito, ma per ragioni sconosciute non tornarono più.
Nel 1490, nuove circostanze stavano entrando in gioco. Ivan il Giovane si ammalò di gotta. Sofia quindi scrisse a un medico veneto di nome Leon, che promise arrogantemente a Ivan III di poter curare l'erede al trono. Tuttavia, tutti gli sforzi furono infruttuosi e il 7 marzo 1490 Ivan il Giovane morì. Il medico fu giustiziato, e a Mosca iniziarono le voci su Sofia, sostenendo che aveva avvelenato l'erede; secondo Andrej Kurbskij, che ha scritto su questi eventi quasi 100 anni dopo, queste voci erano fatti indiscutibili. 
Nel 1497, Sofia e suo figlio maggiore, Vasilli, furono presumibilmente coinvolti in un complotto per uccidere il principe Dmitrij, figlio di Ivan il Giovane. Entrambi furono banditi dalla corte. 
Il 4 febbraio 1498 nella Cattedrale della Dormizione, in un'atmosfera di grande splendore, il principe Dmitrij fu incoronato Gran Principe e co-governatore con suo nonno. Sofia e suo figlio Vasilij non furono invitati all'incoronazione; solo a metà del 1499 furono restaurati per favorire e poter tornare a corte.
L'11 aprile 1502 la lotta dinastica terminò. Secondo le cronache, Ivan III improvvisamente cambiò idea e imprigionò sia il grande principe Dmitrij che sua madre Elena, mettendoli agli arresti domiciliari circondati dalle guardie. Tre giorni dopo, il 14 aprile, Vasilij fu incoronato nuovo co-governatore; presto Dmitrij e sua madre furono trasferiti dagli arresti domiciliari in prigione. Così il vincitore del conflitto dinastico fu Vasilij. La caduta di Dmitrij ed Elena determinò anche il destino del movimento di Riforma Mosca-Novgorod nella Chiesa ortodossa: un consiglio nel 1503 alla fine lo sconfisse e molti importanti leader progressisti di questo movimento furono giustiziati. Elena di Moldavia morì in carcere il 18 gennaio 1505. Suo figlio Dmitrij morì pochi anni dopo, il 14 febbraio 1509, sia per fame che per freddo, o, come altri sostengono, soffocato dagli ordini di suo zio.

## Morte
Il trionfo di suo figlio fu l'ultimo evento importante nella vita di Sofia. Morì il 7 aprile 1503, due anni prima di suo marito.
Fu sepolta in un enorme sarcofago di pietra bianca nella cripta del Convento dell'Ascensione nel Cremlino accanto alla tomba di Maria di Tver', la prima moglie di Ivan III. Sul coperchio del sarcofago con uno strumento appuntito si è grattata la parola "Sophia".

Il Convento dell'Ascensione fu distrutto nel 1929 e i resti di Sofia, così come di altre donne reali, furono trasferiti nella camera sotterranea nell'estensione meridionale della Cattedrale dell'Arcangelo.

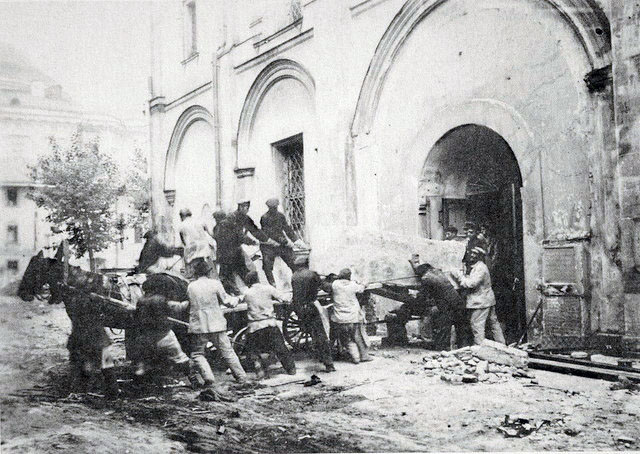
Distruzione della tomba di Sofia Paleologa nel 1929.

## Ascendenza
|                        |                          |                       | Genitori                  |  |  | Nonni |  |  | Bisnonni             |  |  | Trisnonni               |  |
|                        |                          |                       |                           |  |  |       |  |  | Giovanni V Paleologo |  |  | Andronico III Paleologo |  |
|                        |                          |                       |                           |  |  |       |  |  | Giovanni V Paleologo |  |  | Andronico III Paleologo |  |
|                        |                          | Anna di Savoia        |                           |  |  |       |  |  | Giovanni V Paleologo |  |  |                         |  |
| Manuele II Paleologo   |                          |                       |                           |  |  |       |  |  | Giovanni V Paleologo |  |  |                         |  |
|                        |                          | Elena Cantacuzena     | Giovanni VI Cantacuzeno   |  |  |       |  |  |                      |  |  |                         |  |
|                        |                          | Elena Cantacuzena     | Giovanni VI Cantacuzeno   |  |  |       |  |  |                      |  |  |                         |  |
|                        |                          | Elena Cantacuzena     | Irene Asanina             |  |  |       |  |  |                      |  |  |                         |  |
| Tommaso Paleologo      |                          | Elena Cantacuzena     |                           |  |  |       |  |  |                      |  |  |                         |  |
|                        |                          | Costantino Dragaš     | Dejan Dragaš              |  |  |       |  |  |                      |  |  |                         |  |
|                        |                          | Costantino Dragaš     | Dejan Dragaš              |  |  |       |  |  |                      |  |  |                         |  |
|                        |                          | Costantino Dragaš     | Teodora di Serbia         |  |  |       |  |  |                      |  |  |                         |  |
| Elena Dragaš           |                          | Costantino Dragaš     |                           |  |  |       |  |  |                      |  |  |                         |  |
|                        |                          | Eudocia Comnena       | Alessio III di Trebisonda |  |  |       |  |  |                      |  |  |                         |  |
|                        |                          | Eudocia Comnena       | Alessio III di Trebisonda |  |  |       |  |  |                      |  |  |                         |  |
|                        |                          | Eudocia Comnena       | Teodora Cantacuzena       |  |  |       |  |  |                      |  |  |                         |  |
| Sofia Paleologa        |                          | Eudocia Comnena       |                           |  |  |       |  |  |                      |  |  |                         |  |
|                        | Andronico Asen' Zaccaria | Centurione I Zaccaria |                           |  |  |       |  |  |                      |  |  |                         |  |
|                        | Andronico Asen' Zaccaria | Centurione I Zaccaria |                           |  |  |       |  |  |                      |  |  |                         |  |
|                        | Andronico Asen' Zaccaria | Elena Zaccaria        |                           |  |  |       |  |  |                      |  |  |                         |  |
| Centurione II Zaccaria | Andronico Asen' Zaccaria |                       |                           |  |  |       |  |  |                      |  |  |                         |  |
|                        |                          | Mavros di Arcadia     | Erardo III di Arcadia     |  |  |       |  |  |                      |  |  |                         |  |
|                        |                          | Mavros di Arcadia     | Erardo III di Arcadia     |  |  |       |  |  |                      |  |  |                         |  |
|                        |                          | Mavros di Arcadia     | …                         |  |  |       |  |  |                      |  |  |                         |  |
| Caterina Zaccaria      |                          | Mavros di Arcadia     |                           |  |  |       |  |  |                      |  |  |                         |  |
|                        |                          | Leonardo II Tocco     | Leonardo I Tocco          |  |  |       |  |  |                      |  |  |                         |  |
|                        |                          | Leonardo II Tocco     | Leonardo I Tocco          |  |  |       |  |  |                      |  |  |                         |  |
|                        |                          | Leonardo II Tocco     | Maddalena Buondelmonti    |  |  |       |  |  |                      |  |  |                         |  |
| Creusa Tocco           |                          | Leonardo II Tocco     |                           |  |  |       |  |  |                      |  |  |                         |  |
|                        |                          | …                     | …                         |  |  |       |  |  |                      |  |  |                         |  |
|                        |                          | …                     | …                         |  |  |       |  |  |                      |  |  |                         |  |
|                        |                          | …                     | …                         |  |  |       |  |  |                      |  |  |                         |  |
|                        |                          | …                     |                           |  |  |       |  |  |                      |  |  |                         |  |